# 최용수 (1924년)
최용수(崔龍洙, 1924년 6월 18일~2007년 12월 5일)는 대한민국의 노동운동가 출신 정치인이다.
본관은 경주이며 평안남도 녕원군 출신이다. 한국노총 위원장 출신의 보수주의 계열 노동운동가였다. 제8·9대 국회의원을 지냈다. 국민훈장 목련장을 받았다.

## 학력
- 경희대학교 정치외교학과 졸업
- 서울대학교 행정대학원 수료

## 약력
- 조선전업노동조합 위원장
- 전국전력노동조합 위원장
- 한국노동조합총연맹 위원장, 고문
- 노동문제연구소 이사장
- 노동법률상담소 이사장
- 국영기업체 근로복지회사 사장
- 민족중흥회 부회장
- 전국전력노우회 명예회장
- 1971년 ~ 1972년 : 제8대 국회의원 (민주공화당)
- 1973년 ~ 1976년 : 제9대 국회의원 (유신정우회)

## 역대 선거 결과
|  | 48.8% |

|  | 0% |